# George Cretzianu
George Cretzianu (n.  ?) a fost ministru de finanțe al României între anii 1940-1941.